# Chanoines réguliers de la Sainte-Croix de Coïmbre

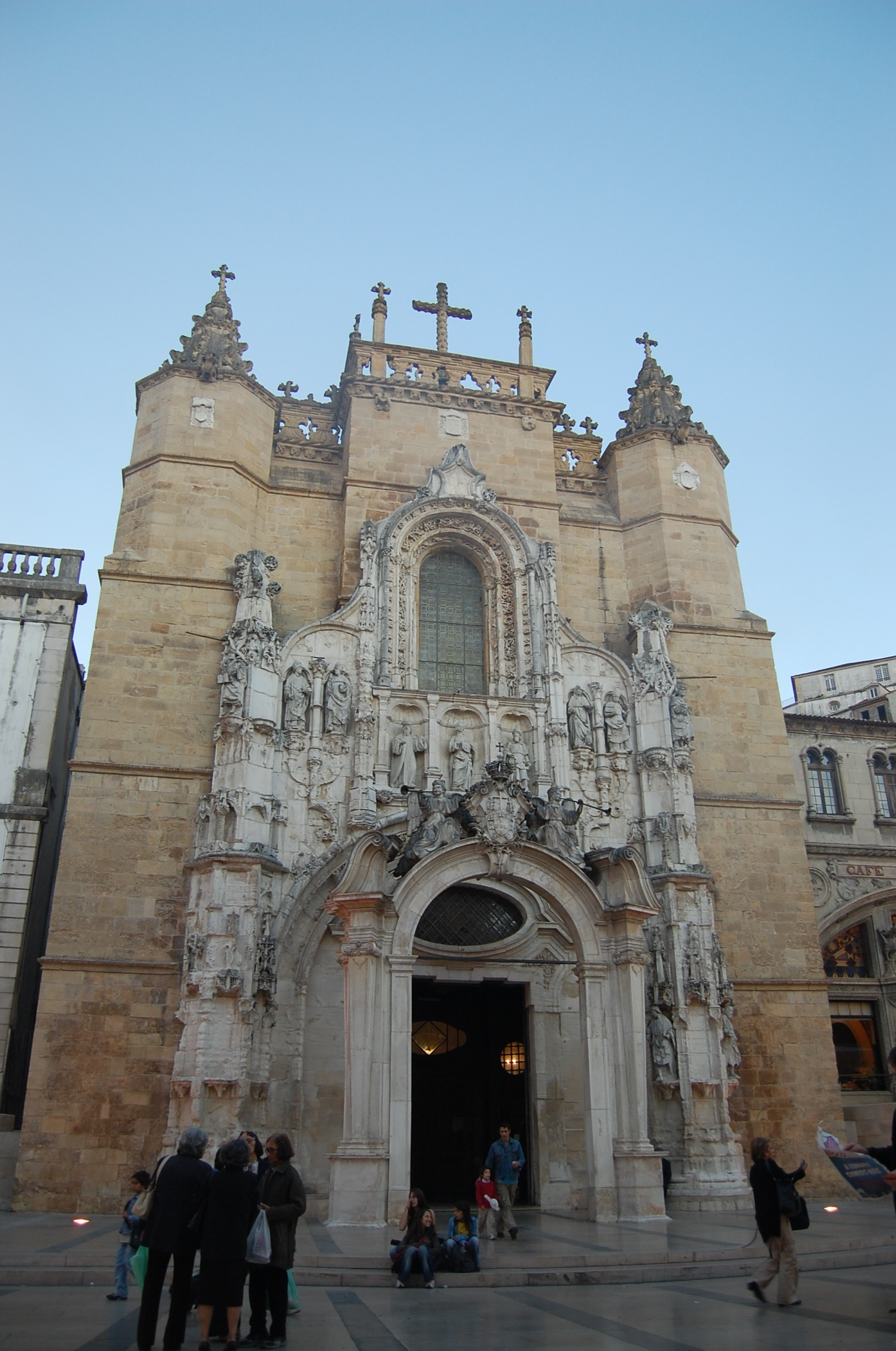
Vue du monastère de la Sainte-Croix de Coïmbre.

Les chanoines réguliers de la Sainte-Croix de Coïmbre (en latin : Ordo Canonicorum Regularium Sanctæ Crucis) dits frères de la Croix forment un institut de vie consacrée de chanoines réguliers de droit pontifical. Ils ne doivent pas être confondus avec les chanoines réguliers de la Sainte-Croix.

## Historique
Le monastère de la Sainte-Croix a été fondé en 1131 à Coïmbre au Portugal par l'archidiacre Tellus et saint Théoton (1082-1162) qui en fut le premier prieur, à la tête de onze religieux. Le terrain sur lequel est bâti le monastère est un don du roi Alphonse Ier. La vie commune de ces chanoines réguliers commence le 25 février 1132. Ils adoptent la règle de saint Augustin et leurs constitutions sont inspirées de celles des chanoines réguliers de Saint Ruf d'Avignon. Le pape Innocent II leur donne sa protection pontificale, le 26 mai 1135.
La Sainte-Croix de Coïmbre donne naissance à de nombreuses branches. Mais au XIIIe siècle, abandonnant la rigueur de la règle primitive, l'ordre connait une période de décadence. Au XVIe siècle, il se réforme à la suite du concile de Trente en fédérant plusieurs monastères en une seule congrégation, approuvée par Paul IV en 1556.

## Suppression et renaissance
Les chanoines réguliers de la Sainte-Croix sont supprimés en 1834, alors que sévit au Portugal une politique anti-religieuse.
En 1977, l'association Opus Sanctorum Angelorum (it) (Engelwerk) redonne naissance à l'ordre, avec l'approbation du Saint-Siège, le 29 mai 1979.

## Activité et diffusion
Les chanoines réguliers de la Sainte-Croix de Coïmbre se dévouent au culte liturgique solennel, à l'adoration du saint sacrement et au soin des âmes, particulièrement de celles des prêtres.
Ils sont présents en :
- Europe : Allemagne, Autriche, Italie, Portugal.
- Amérique : Brésil, États-Unis, Mexique.
- Asie : Kazakhstan, Inde, Philippines.

Leur maison généralice se trouve à Rome.
Ils étaient, au 31 décembre 2010, au nombre de 131, dont 83 prêtres, selon l'Annuaire pontifical.

## Personnalités de l'ordre de la Sainte-Croix
- Athanasius Schneider (1961)